# Troubky-Zdislavice
Troubky-Zdislavice là một làng thuộc huyện Kroměříž, vùng Zlínský, Cộng hòa Séc.